# Coleanthus subtilis
Coleanthus es un género monotípico de plantas herbáceas de la familia de las poáceas. Es el único género de la subtribu Coleanthinae y su única especie es Coleanthus subtilis. Es originaria de la región del Mediterráneo.

## Taxonomía
Coleanthus subtilis fue descrito por (Tratt.) Seidel ex Roem. & Schult. y publicado en Systema Vegetabilium 2: 276. 1817
Etimología
Coleanthus nombre genérico que deriva del griego koleos (vaina) y anthos (flor), refiriéndose a una vaina en la base de la panícula. 
Citología
El número cromosómico básico del género es x = 7, con números cromosómicos somáticos de 2n = 14, diploide. Cromosomas relativamente "grandes".
Sinonimia
- Schmidtia subtilis Tratt.
- Schmidtia utricularia J.Presl & C.Presl
- Schmidtia utriculata J.Presl & C.Presl
- Schmidtia utriculosa Sternb.
- Wilibalda subtilis (Tratt.) Roth
- Zizania subtilis (Tratt.) Raspail[3][4]